# Edward Blyth
Edward Blyth (23 de diciembre de 1810 - 27 de diciembre de 1873) fue un zoólogo y químico inglés conocido como uno de los fundadores de la zoología de la India y precursor de la teoría de la selección natural.
Blyth nació en Londres en 1810. En 1841 viajó a la India para ocupar el cargo de comisario del museo de la Sociedad Asiática Real de Bengala. Actualizó los catálogos del museo y en 1849 publicó un Catálogo de los Pájaros de la Sociedad Asiática (Catalogue of the Birds of the Asiatic Society). Describió los especímenes del pájaro de Hume, Tickell, Swinhoe y otros. Permaneció como comisario hasta 1862, cuando su débil salud le obligó a volver a Inglaterra. Su obra The Natural History of the Cranes (Historia Natural de las Grullas) se publicó en 1881.

## Selección natural
Edward Blyth escribió tres artículos sobre la variación animal, discutiendo los efectos de la selección artificial y que describe el proceso en la naturaleza (más tarde llamada selección natural), pero entendido como una especie de restauración de los organismos de la naturaleza a su propio arquetipo (en lugar de la formación de nuevas especies de). Sin embargo, nunca llegó a utilizar el término "selección natural". Estos artículos fueron publicados entre 1835 y 1837. Charles Darwin recurrió a sus consejos como experto y Blyth fue uno de los primeros en reconocer la importancia de la teoría de la selección natural de Wallace.

## Honores

### Eponimia
Especies que llevan su nombre son: Acrocephalus dumetorum, Anthus godlewskii, Onychognathus blythii.

## Abreviatura (zoología)
La abreviatura Blyth  se emplea para indicar a Edward Blyth como autoridad en la descripción y taxonomía en zoología.